# Nina Andrycz

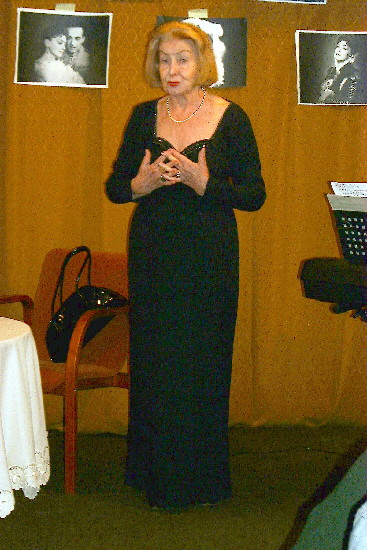
Nina Andrycz

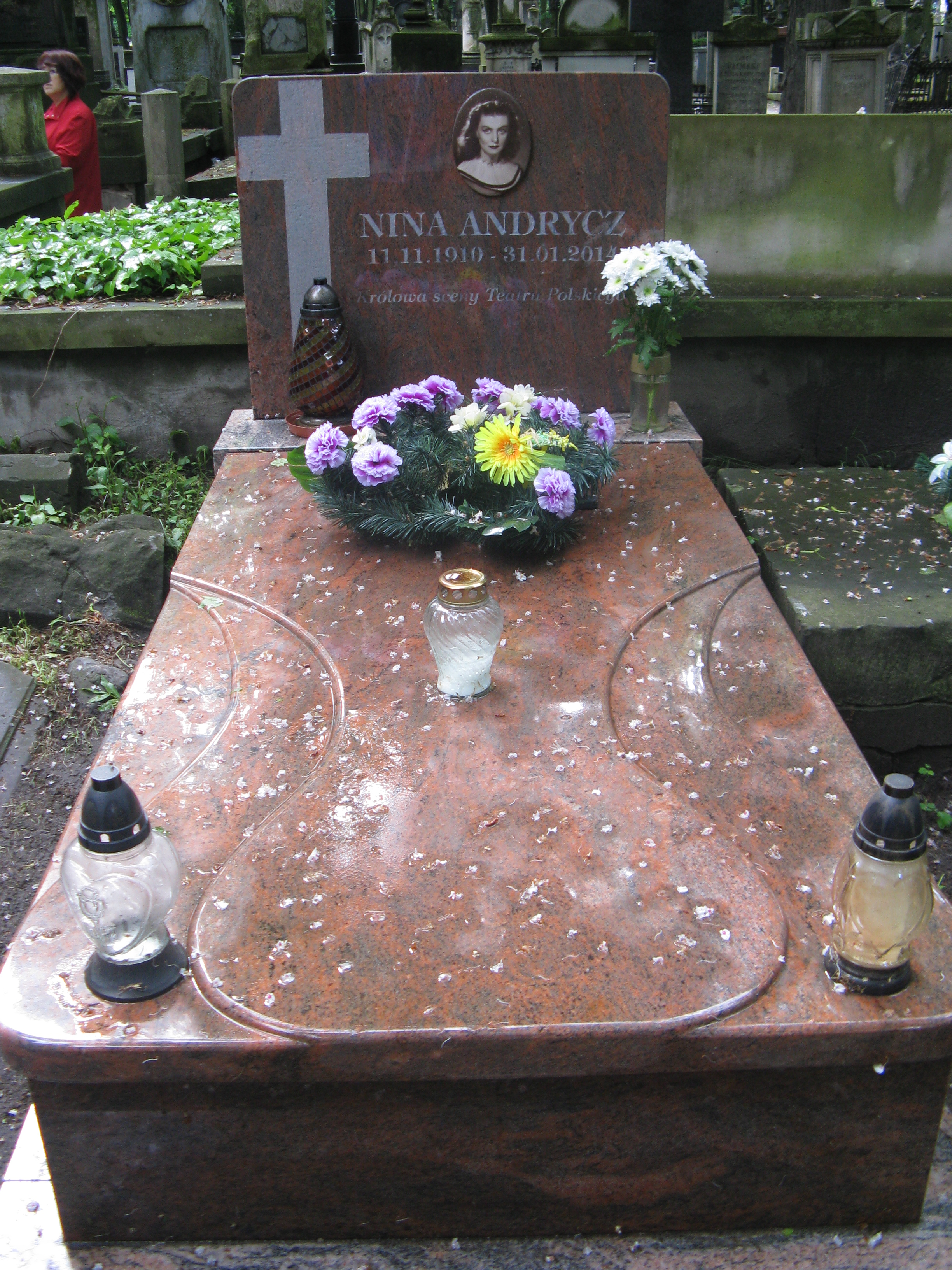
Grób Niny Andrycz na cmentarzu Powązkowskim w Warszawie

Nina Andrycz (ur. 11 listopada 1912 w Brześciu Litewskim; zm. 31 stycznia 2014 w Warszawie) – polska aktorka teatralna, filmowa i telewizyjna, recytatorka oraz poetka i pisarka. W latach 1947−1968 małżonka premiera Józefa Cyrankiewicza.
Ze względu na swój dorobek artystyczny czasem nazywana „pierwszą damą polskiego teatru”.

## Życiorys

### Młodość
Córka prawnika Eugeniusza Andrycza (1879–1928) i Marii z domu Borys (1889–1977). Jej dziadkiem był Ludwik Andrycz – inspektor toru wyścigów konnych na Polu Mokotowskim oraz właściciel stajni Lubicz, a stryjem dyplomata – Czesław Andrycz. W latach 1917–1927 mieszkała w Kijowie, gdzie jej matka pracowała jako tłumaczka. Zachęcana przez babkę, która zainteresowała ją aktorstwem, regularnie uczęszczała do teatru i opery. Studiowała prawo na Uniwersytecie Stefana Batorego w Wilnie oraz historię, psychologię i filozofię na Uniwersytecie Warszawskim, jednak żadnych z tych kierunków nie ukończyła. Była absolwentką Państwowego Instytutu Sztuki Teatralnej w Warszawie (1934).

### Kariera aktorska
16 listopada 1934 zadebiutowała jako aktorka teatralna występem w Teatrze na Pohulance w Wilnie, z którym była związana do 1935. Następnie została aktorką Teatru Polskiego w Warszawie. Na czas II wojny światowej zawiesiła karierę aktorską i była kelnerką w kawiarni „Café Bar” w Warszawie. W 1946 powróciła do Teatru Polskiego, którego aktorką była do 2004.
Była obsadzana w rolach głównych w dramatach klasycznych i romantycznych, m.in.: Solange w Lecie w Nohant (1935), Lukrecji Borgii w Cezarze i człowieku (1937), Szimeny w Cydzie Corneille’a (1948), tytułowej w Marii Stuart (1958) Słowackiego, Elżbiety w Don Carlosie (1960) Schillera, królowej Małgorzaty w Ryszardzie III Shakespeare’a (1993), Starej w Krzesłach Ionesco (1995) czy Klary Zachanassian w Wizycie starszej pani Dürrenmatta (1998). Z uwagi na sposób jej gry, pełen patosu i arystokratycznej maniery, a także urodę i figurę, grała głównie role królowych (Maria Stuart u Słowackiego, Elżbieta w Marii Stuart Schillera, Królowa w Don Carlosie) lub arystokratek i heroin (Szimena w Cydzie, Lady Milford w Intrydze i miłości, Izabela Łęcka w Lalce); zagrała 29 postaci różnych władczyń. Cieszyła się powszechną popularnością wśród krytyków i widzów, dzięki którym czterokrotnie zwyciężyła w plebiscycie „Expressu Wieczornego” na najpopularniejszą aktorkę.
W 1939 zadebiutowała jako aktorka filmowa rolą niemieckiej agentki w filmie Eugeniusza Bodo Uwaga szpieg, który jednak nie został ukończony. Rozczarowana warunkami pracy na planie zdjęciowym ograniczyła występowanie w filmach. Na wielki ekran wróciła w latach 50. rolą Marii Kalergis w filmie historycznym Jana Rybkowskiego Warszawska premiera (1951).

### Pozostałe przedsięwzięcia
W dwudziestoleciu międzywojennym Andrycz interesowała się filozofią,  alternatywnymi ruchami religijnymi oraz okultyzmem, uczęszczała m.in. na wykłady Polskiego Towarzystwa Teozoficznego. W czasie okupacji została uczennicą polskiego antropozofa i mistyka, Roberta Waltera z Komorowa, którego poznała w 1943 r. w mieszkaniu wolnomularza i oficera Abwehry Borisa Smysłowskiego. 
W latach 1949–1951 była nieświadomą informatorką siatki wywiadowczej kierowanej przez mjr. Andrzeja Rudolfa Czaykowskiego – cichociemnego, oficera Polskich Sił Zbrojnych i byłego członka ZWZ/AK. W prywatnych rozmowach ze swoją masażystką i przyjaciółką Sylwią Rzeczycką, należącą do siatki Czaykowskiego, przekazywała informacje na temat swojego męża, ówczesnego premiera Józefa Cyrankiewicza, a także o wzajemnych relacjach wśród najwyższych przedstawicieli komunistycznej władzy.
Wydała tomiki poezji To teatr (1983), Róża dla nikogo (1989) i Rzeka bez nazwy (1999) oraz kryptobiograficzną powieść My rozdwojeni (1992), w której opisała początki swojej kariery scenicznej. W 2013 roku wydała książkę autobiograficzną pt. Patrzę i wspominam.
Poświęcono jej film dokumentalny Już nie mogę przestać być damą (1996). 8 marca 2009 wyemitowany został reportaż o artystce w programie TVN Uwaga – Kulisy sławy.

### Życie prywatne
W 1947 wzięła ślub kościelny z Józefem Cyrankiewiczem, ówczesnym premierem PRL, z którym rozwiodła się w 1968. Była bezdzietna z wyboru. Twierdziła, że jest pozbawiona instynktu macierzyńskiego i nie zgodziła się urodzić dziecka nawet po zapewnieniach swojej matki, że ona wychowa urodzone przez nią dziecko. Dwukrotnie dokonała aborcji.

### Śmierć i pogrzeb
Zmarła nad ranem po trzytygodniowym pobycie w szpitalu na warszawskim Powiślu z powodu niewydolności krążeniowo-oddechowej w piątek 31 stycznia 2014 roku w wieku 101 lat. Pogrzeb Niny Andrycz odbył się 10 lutego 2014 na Starych Powązkach (kwatera 14-1-3). W ostatniej drodze aktorki uczestniczyli m.in. prezes Związku Artystów Scen Polskich Olgierd Łukaszewicz, dyrektor Teatru Polskiego w Warszawie Andrzej Seweryn, Ignacy Gogolewski oraz Janusz Józefowicz, a w imieniu ministra kultury i dziedzictwa narodowego Bogdana Zdrojewskiego odczytano list kondolencyjny. Pogrzeb miał charakter katolicki zgodnie z życzeniem aktorki. W testamencie aktorka zapisała w spadku swoje pieniądze dla fundacji Wielkiej Orkiestry Świątecznej Pomocy. WOŚP za te pieniądze kupiła wysokiej klasy densytometr, urządzenie do mierzenia gęstości kości.

## Spektakle (wybór)

### Przed II wojną światową
- 1934 Nigdy nie można przewidzieć jako Gloria
- 1934 Hamlet jako Ofelia
- 1935 O Zmartwychwstaniu jako Maria Magdalena
- 1935 Ptak jako burmistrzanka
- 1935 Król Lear jako Regana
- 1935 Kordian jako strach / Wioletta
- 1936 Niedobra miłość jako Mania
- 1936 Tessa jako Antonina Sanger
- 1936 Lato w Nohant jako Solange
- 1937 Cezar i człowiek jako Lukrecja Borgia
- 1937 Szczygli zaułek jako Blanka
- 1938 Noc listopadowa jako Joanna
- 1938 Maskarada jako Aleksandrine
- 1939 Koleżanki jako Hela

### Spektakle powojenne
- 1946 Papuga jako Marta (reżyseria Juliusz Osterwa)
- 1946 Szkoła obmowy jako Dorymena (reż. Karol Frycz)
- 1947 Oresteja jako Kasandra (reż. Arnold Szyfman)
- 1948, wznowienie 1954 Cyd jako Szimena (reż. Edmund Wierciński)
- 1948 Zakon krzyżowy jako Ryngałła (reż. Janusz Warnecki)
- 1949 Wieczór Puszkinowski (reż. J. Warnecki)
- 1949 Ostatnie dni jako Natalia (reż. Józef Wyszomirski)
- 1950 Tai Yang budzi się jako Tai Yang (reż. zespołowa)
- 1951 Intryga i miłość jako lady Milford (reż. Aleksander Bardini)
- 1952 Lalka jako Izabela Łęcka (reż. Bronisław Dąbrowski)
- 1955 Miesiąc na wsi jako Natalia Pietrowna (reż. Władysław Krzemiński)
- 1955 Intryga i miłość jako lady Milford (reż. Aleksandrowicz Gąssowski) – gościnnie w Teatrze Polskim w Poznaniu
- 1956 Cyd jako Szimena (reż. Ryszard Sobolewski) – gościnnie w Teatrze Polskim w Poznaniu
- 1956 Święta Joanna jako Joanna (reż. Bohdan Korzeniewski)
- 1958 Maria Stuart jako Maria Stuart (reż. Roman Zawistowski)
- 1960 Don Carlos jako Elżbieta Valois (reż. Władysław Hańcza)
- 1961 Pożądanie w cieniu wiązów jako Abbie Putnam (reż. R. Zawistowski)
- 1962 Mariana Pineda jako Mariana Pineda (reż. W. Hańcza)
- 1963 Borys Godunow jako Maryna (reż. Henryk Szletyński)
- 1963 Kleopatra jako Kleopatra (reż. Roman Niewiarowicz)
- 1964 Makbet jako lady Makbet (reż. Otto Axer)
- 1964 Pies ogrodnika jako Diana de Belfior (reż. R. Niewiarowicz)
- 1965 Balladyna jako Balladyna (reż. W. Krzemiński)
- 1967 Nawrócenie kapitana Brassbound jako lady Cecylia Waynflete (reż. Andrzej Szafiański)
- 1968 Wariacje na temat jako Rose (reż. Jan Kulczyński)
- 1969 Intryga i miłość jako lady Milford (reż. Wanda Laskowska)
- 1971 Rzymska wiosna jako Małgorzata Fuller (reż. Jerzy Rakowiecki)
- 1973 Gwiazda jako Gwiazda (reż. Helmut Kajzar) – gościnnie w Teatrze Stara Prochownia w Warszawie
- 1973 Moralność pani Dulskiej jako pani Dulska (reż. Krystyna Meissner)
- 1976 Maria Stuart jako Elżbieta, królowa Anglii (reż. August Kowalczyk)
- 1979 Profesja pani Warren jako pani Warren (reż. K. Meissner)
- 1980 N. Andrycz przedstawia siebie... (widowisko poetyckie) – w Teatrze Stara Prochownia w Warszawie
- 1981 Karnawał jako Małgorzata (reż. Józef Para)
- 1983 Maestro jako Ksena (reż. Kazimierz Dejmek)
- 1985 Biesiada u hrabiny Kotłubaj jako hrabina Maria Kotłubaj (reż. Romuald Szejd) – w Teatrze „Scena Prezentacje” w Warszawie
- 1986 Baba-Dziwo jako Valida Vrana (reż. Mariusz Dmochowski)
- 1988 Lokaj jako Starościna (reż. Andrzej Łapicki)
- 1990 Tango jako Eugenia (reż. K. Dejmek)
- 1993 Ryszard III jako Małgorzata (reż. Maciej Prus)
- 1994 Popołudnie kochanków jako Katarzyna II (reż. Jan Bratkowski)
- 1995 Krzesła jako Ona (Stara; reż. M. Prus)
- 1997 Cocktail Party Julia (Pani Shuttlethwaite; reż. M. Prus)
- 1998 Wizyta starszej pani jako Klara Zachanassian (reż. Zdzisław Wardejn)
- 2000 Lustro jako aktorka (reż. Tomasz Zygadło)
- 2001 Królowa i Szekspir jako Elżbieta I, królowa Anglii (reż. Marcel Kochańczyk) – w Teatrze na Woli im. Łomnickiego w Warszawie
- 2011 Polita jako Sarah Bernhardt (reż. Janusz Józefowicz) – Teatr Studio Buffo Warszawa
- 2012 Mecz małżeński jako Marlene – Rosyjski Teatr Dramatyczny Litwy mieszczący się w dawnej siedzibie Teatru na Pohulance Wilno
- 2013 Włamywacz z lepszego towarzystwa jako Amantka – Rosyjski Teatr Dramatyczny Litwy mieszczący się w dawnej siedzibie Teatru na Pohulance Wilno

## Filmografia

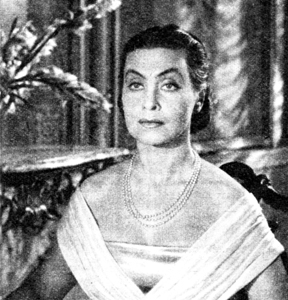
Nina Andrycz w Warszawskiej premierze (1950)

| Rok  | Tytuł                                                        | Rola                                         | Uwagi                                               |
| ---- | ------------------------------------------------------------ | -------------------------------------------- | --------------------------------------------------- |
| 1939 | Uwaga, szpieg                                                | (rola nieznana)                              | film nieukończony, reżyseria: Eugeniusz Bodo        |
| 1950 | Warszawska premiera                                          | Maria Kalergis                               | film historyczny, reżyseria: Jan Rybkowski          |
| 1954 | Uczta Baltazara                                              | tancerka Joanna d'Ursins                     | film sensacyjny, reżyseria: Jerzy Zarzycki          |
| 1958 | Dama kameliowa                                               | Małgorzata                                   | spektakl telewizyjny, reżyseria: Adam Hanuszkiewicz |
| 1959 | Pani Bovary                                                  | Emma Bovary                                  | spektakl telewizyjny, reżyseria: Jerzy Gruza        |
| 1960 | Judyta                                                       | Judyta                                       | spektakl telewizyjny, reżyseria: Stanisław Wohl     |
| 1961 | Anna Karenina                                                | Anna Karenina                                | spektakl telewizyjny, reżyseria: Adam Hanuszkiewicz |
| 1962 | Pies ogrodnika                                               | hrabina Diana de Belfor                      | spektakl telewizyjny, reżyseria: Konrad Swinarski   |
| 1963 | Panna bez posagu                                             | Larysa                                       | spektakl telewizyjny, reżyseria: Jerzy Antczak      |
| 1964 | Rosmersholm                                                  | Rebeka West                                  | spektakl telewizyjny, reżyseria: Henryk Szletyński  |
| 1965 | Dym                                                          | Irina                                        | spektakl telewizyjny, reżyseria: Bohdan Trukan      |
| 1965 | Pierścień wielkiej damy                                      | hrabina Maria Harrys                         | spektakl telewizyjny, reżyseria: Andrzej Szafiański |
| 1966 | Dzikie palmy                                                 | Charlotta                                    | spektakl telewizyjny, reżyseria: Ludwik René        |
| 1966 | Oszukana                                                     | Róża                                         | spektakl telewizyjny, reżyseria: Ludwik René        |
| 1966 | Powrót do Lizbony                                            | Donna Catherin                               | spektakl telewizyjny, reżyseria: Bohdan Trukan      |
| 1967 | Miesiąc na wsi                                               | Natalia                                      | spektakl telewizyjny, reżyseria: Bohdan Trukan      |
| 1968 | Wachlarz Lady Windermere                                     | Pani Erylnne                                 | spektakl telewizyjny, reżyseria: Bohdan Trukan      |
| 1969 | Burza                                                        | Katierina                                    | spektakl telewizyjny, reżyseria: Jan Kulczyński     |
| 1970 | Safona                                                       | Safona                                       | spektakl telewizyjny, reżyseria: Henryk Drygalski   |
| 1972 | Dary magów                                                   | perukarka                                    | film obyczajowy, reżyseria: Walentyna Maruszewska   |
| 1973 | Dom nad Loarą                                                | Marie Requier                                | spektakl telewizyjny, reżyseria: Henryk Drygalski   |
| 1975 | Wiersze                                                      | aktorka                                      | spektakl telewizyjny, reżyseria: Wojciech Siemion   |
| 1976 | Terrarium                                                    | Ona                                          | spektakl telewizyjny, reżyseria: Anna Minkiewicz    |
| 1977 | Przed burzą                                                  | Nancy Astor                                  | spektakl telewizyjny, reżyseria: Roman Wionczek     |
| 1980 | Kontrakt                                                     | Olga Aleksandrowa, kierowniczka baletu opery | film dramatyczny, reżyseria: Krzysztof Zanussi      |
| 1988 | Bez kurtyny                                                  | Dama                                         | spektakl telewizyjny, reżyseria: Zdzisław Wardejn   |
| 1991 | Pępowina                                                     | Matka                                        | spektakl telewizyjny, reżyseria: Piotr Szulkin      |
| 1993 | Mgła                                                         | Gwiazda                                      | spektakl telewizyjny, reżyseria: Mirosław Gronowski |
| 1995 | Słowik Warszawy                                              | Patrycja                                     | spektakl telewizyjny, reżyseria: Ryszard Ber        |
| 1995 | Siostra                                                      | Dama w czerni                                | spektakl telewizyjny, reżyseria: Edward Dziewoński  |
| 1996 | Już nie mogę przestać być damą                               | ona sama                                     | film dokumentalny, reżyseria: Jolanta Kessler       |
| 1996 | Horror w Wesołych Bagniskach                                 | Róża, teściowa Apolinarego                   | horror komediowy, reżyseria: Andrzej Barański       |
| 1997 | Sława i chwała                                               | księżna Anna Bilińska (odcinek: 4)           | serial telewizyjny, reżyseria: Kazimierz Kutz       |
| 2001 | Na dobre i na złe                                            | Jaszewska (odcinek: 61)                      | serial telewizyjny, reżyseria: Teresa Kotlarczyk    |
| 2008 | Jeszcze nie wieczór                                          | ona sama                                     | film dramatyczny, reżyseria: Jacek Bławut           |
| 2008 | Serce na dłoni                                               | matka Konstantego                            | czarna komedia, reżyseria: Krzysztof Zanussi        |
| 2009 | Aktorzy                                                      | ona sama                                     | film dokumentalny, reżyseria: Tomasz Wolski         |
| 2013 | Zdjęcie od Nasierowskiej, czyli życie wielokrotnie spełnione | ona sama                                     | film dokumentalny, reżyseria: Tomasz Pijanowski     |

## Ordery i odznaczenia
- Order Sztandaru Pracy I klasy (1959)
- Krzyż Komandorski z Gwiazdą Orderu Odrodzenia Polski (3 listopada 1995)[37]
- Order Sztandaru Pracy II klasy (22 lipca 1949)[38]
- Złoty Krzyż Zasługi (13 listopada 1953)[39]
- Medal 40-lecia Polski Ludowej (1985)
- Medal 10-lecia Polski Ludowej (19 stycznia 1955)[40]
- Złoty Medal „Zasłużony Kulturze Gloria Artis” (28 kwietnia 2008)[41]
- Odznaka tytułu honorowego „Zasłużony dla Kultury Narodowej” (1988)
- Odznaka honorowa „Za Zasługi dla Warszawy”
- Odznaka "Zasłużony dla Teatru Polskiego" (1976)[42]

## Nagrody
- Nagroda FSRiR w Katowicach (1949)
- Nagroda Przewodniczącego Komitetu ds. Radia i Telewizji za rolę Larysy w przedstawieniu Bez posagu w Teatrze Telewizji oraz inne kreacje aktorskie w Teatrze TV i w Teatrze Polskiego Radia (1963)
- Srebrna Maska (nagroda w plebiscycie czytelników „Expressu Wieczornego” – trzykrotnie (1967, 1968, 1970)
- Zasłużona dla Teatru Polskiego w Warszawie (1976)
- Nagroda Ministra Kultury i Sztuki I stopnia za wybitne osiągnięcia aktorskie (1977)
- Nagroda specjalna „Gazety Wyborczej” na Kaliskich Spotkaniach Teatralnych za rolę Małgorzaty w przedstawieniu Ryszard III Williama Shakespeare’a w Teatrze Polskim w Warszawie (1994)
- Nagroda publiczności na 35. Rzeszowskich Spotkaniach Teatralnych (1996)
- Nagroda Miasta Stołecznego Warszawy (2002)[3]
- Nagroda Literackiej Premiery Miesiąca (grudzień) za książkę Bez początku, bez końca (2003)
- Nagroda im. Ireny Solskiej (2012)